# St. Olaf College

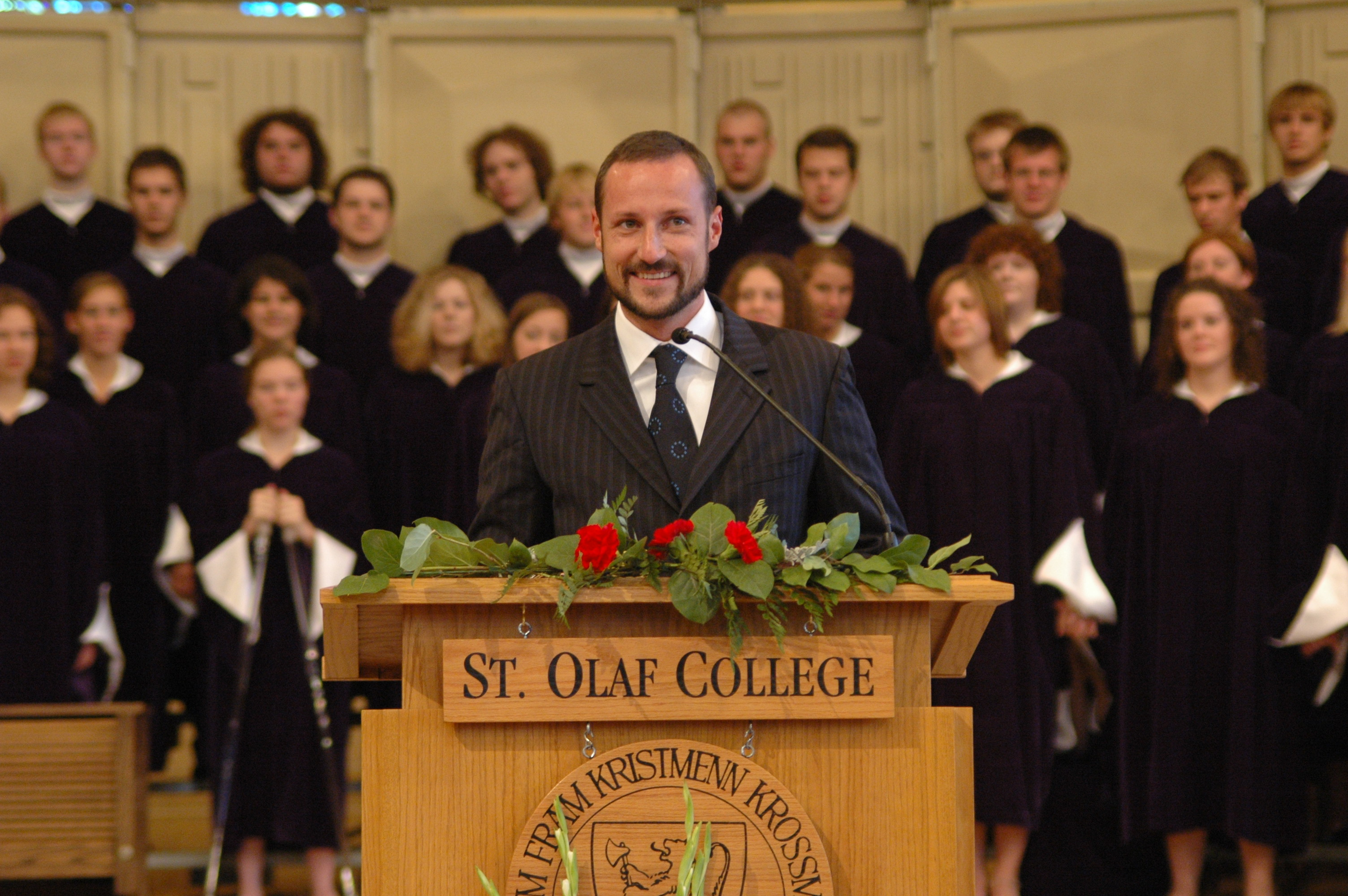
Norges kronprins Håkon vid ett framträdande på St. Olaf College 2005.

St. Olaf College är en högskola (Liberal Arts College) i Northfield, Minnesota, USA, etablerad 1874 av norsk-amerikanska invandrare.

## Historia
Högskolan är uppkallad efter den norske helgonförklarade kungen Olav den helige, även känd som Sankt Olof.
Dess motto lyder "Fram! Fram! Kristmenn, Krossmenn" och är skrivet på nynorska. Det är hämtat från det fornnordiska stridsropet som kung Olaf lär ha ropat. "Kristmenn, Krossmenn" betyder ungefär kristus mannar, korsets mannar".

## Rektorer
St. Olaf College har haft 11 rektorer sen skolan grundades:
- Thorbjorn N. Mohn, 1874–99
- John N. Kildahl, 1899–1914
- Lauritz A. Vigness, 1914–18
- Lars W. Boe, 1918–42
- Clemens M. Granskou, 1943–63
- Sidney A. Rand, 1963–80
- Harlan F. Foss, Ph.D. 1980–85
- Melvin D. George, Ph.D. 1985–94
- Mark U. Edwards Jr., Ph.D. 1994–2000
- Christopher M. Thomforde, D.Min. 2001–06
- David R. Anderson, Ph.D. 2006-

## Anslutning till kyrkosamfund
- 1874–87 Norska synoden
- 1887–90 Anti-Missouriska brödraskapet
- 1890–1917 Den förenade norska kyrkan i Amerika
- 1917–60 Evangelical Lutheran Church
- 1960–87 The American Lutheran Church
- 1988–nuvarande Evangelical Lutheran Church in America[1]